# Evergrey
Evergrey es una banda de metal progresivo fundada en 1995 en Gotemburgo, Suecia, por el vocalista Tom S. Englund, quien hoy es el único miembro original del grupo. Hasta la fecha han publicado once álbumes de estudio, un recopilatorio y uno en directo.
Las letras de la banda suelen basarse en temas oscuros, y la mayoría de los álbumes son conceptuales, con temas que varían desde las abducciones alienígenas hasta la paranoia, pasando por el abuso a niños, las religiones y la muerte.

## Miembros
- Tom S. Englund - (1995-presente) voz, guitarra
- Rikard Zander - (2003-presente) teclados, coros
- Henrik Danhage - (2001- 2010- 2014-presente) guitarra, coros
- Johan Niemann - (2010-presente) bajo
- Jonas Ekdahl - (2003- 2010- 2014-presente) batería

### Miembros antiguos
- Marcus Jidell - (2010-presente) guitarra, coros
- Jari Kainulainen - (2008- 2010) bajo
- Will Chandra (1996-1998) - teclados
- Daniel Nöjd (1996-1999) - bajo, voz
- Dan Bronell (1996-2000) - guitarra
- Patrick Carlsson (1996-2003) - batería
- Sven Karlsson (1999-2001) - teclados
- Christian Rehn (2001-2002) - teclados
- Michael Håkansson (1999-2006) - bajo
- Fredrik Larsson - (2007) bajo
- Hannes van Dahl - (2010-2014) - batería

## Discografía
- The Dark Discovery (1998)
- Solitude, Dominance, Tragedy (1999)
- In Search of Truth (2001)
- Recreation Day (2003)
- The Inner Circle (2004)
- A Night to Remember (concierto en Gotemburgo en CD y DVD) (2005)
- Monday Morning Apocalypse (2006)
- Torn (2008)
- Glorious Collision (2011)
- A Decade And A Half (2011) (best of)
- Hymns For The Broken (2014)
- The Storm Within (2016)
- The Atlantic (2018)
- Escape of the Phoenix (2021)
- A Heartless Portrait (The Orphean Testament) (2022)
- Theories Of Emptiness (2024)